# Augerans
Augerans – miejscowość i gmina we Francji, w regionie Burgundia-Franche-Comté, w departamencie Jura.
Według danych na rok 1990 gminę zamieszkiwało 148 osób, a gęstość zaludnienia wynosiła 18 osób/km² (wśród 1786 gmin Franche-Comté Augerans plasuje się na 596. miejscu pod względem liczby ludności, natomiast pod względem powierzchni na miejscu 547.).